# Yedigen Achgabat
Maillots
Le Yedigen Achgabat est un club turkmène de football basé à Achgabat. Il a porté le nom de HTTU Achgabat jusqu'en 2016.

## Historique
- 2003 : Fondation du club

## Palmarès
- Championnat du Turkménistan (4)
  - Champion : 2005, 2006, 2009 et 2013
  - Vice-champion : 2007, 2008 et 2011

- Coupe du Turkménistan (2)
  - Vainqueur : 2006 et 2011
  - Finaliste : 2008 et 2012

- Supercoupe du Turkménistan (3)
  - Vainqueur : 2005, 2009 et 2013
  - Finaliste : 2006 et 2011

## Historique du logo

Historique des logos du HTTU
Ancien logo
Logo actuel